# Mudenur, Siruguppa
Mudenur là một làng thuộc tehsil Siruguppa, huyện Bellary, bang Karnataka, Ấn Độ.